# 天堂执法者
《天堂执法者》（英語：Hawaii Five-0），是一部美国警匪电视连续剧，自2010年9月20日起在CBS電視網播出，並於2020年4月3日完結。該片讲述原本在海軍服役的主角史提夫·麥加雷（Steve McGarrett）为了调查父亲的死因而回到夏威夷檀香山，並獲得派特·詹姆森州長（Gov. Pat Jameson）授予他赦免权以组建一支精英队伍，打擊犯罪並维护美国第50个州——夏威夷的治安。本剧是根据1968年电视剧《檀岛警骑》（Hawaii Five-O）改编，原剧播放了12年，形成了独特的夏威夷警察文化。
值得注意的是新舊版作品的英文原片名在拼字方式部分有點不同，1968年原版的片名為英文字母的「Five-O」，但2010年的版本使用數字的「Five-0」（five-0）。
2017年，飾演金的韓裔演員金大賢與飾演科諾的韓裔演員朴敏慶，因不滿片酬比白人演員少了10%至15%，要求調整被拒絕，宣布新季度不再繼續演出。
CBS在2019年5月9日續訂第十季也是最後一季，於2019年9月27日播放，2020年4月3日結束本劇。

## 简介

### 第一季 （2010–2011）
史提夫·麥加雷在执行押送重犯任务的时候接到了父亲傑克的电话，而父亲已经被重犯的哥哥維多·海斯挟持，表面上，維多想用史提夫父亲换取自己的弟弟，其实想借电话得知史提夫所在位置劫持押运车；押运队伍的位置暴露后遭到袭击，激战中，維多的弟弟遭到誤殺死亡，維多气愤之下處決了傑克。为了调查父亲的死因，史提夫回到夏威夷主岛，并在州长的支持下组建了一个不按规矩办事的小组Five-O(与老版一样都是字母，但是剧名是阿拉伯数字)。而父亲留下的线索逐渐将史提夫引向当年造成母亲死亡的“意外事故”。

### 第二季 （2011–2012）
前季末，史提夫·麥加雷被吳發陷害，被檀香山警局（HPD）以涉嫌谋杀州长的罪名逮捕，科諾·卡拉克瓦也因为協助金何·凱利逃亡被人目击而被補。丹尼·威廉斯在史提夫的导师，海軍退役少將喬·懷特的協助下，試圖證明成員們的清白。最终，他们发现州长办公室有个微型摄像头，摄像头拍下了整个过程，还史提夫清白；然而科諾却没这么幸运，停职并接受内务部门调查；而当大家把摄像头以前的资料调查出来的时候，竟发现史提夫的父亲傑克和吳發以及州长谈判的畫面...。

### 第三季 （2012–2013）
史提夫已過世的母親朵莉絲出現在史提夫的面前，宣稱自己是被迫詐死躲起來的。而在日本，被史提夫逮捕的吳發在移送過程中越獄了...。

### 第四季 （2013–2014）
科諾與亞當因為謀殺案被迫逃亡至中國。
吳發被關在夏威夷最高級戒備的監獄裡，而有人趁他和史提夫對質時攻堅進監獄...。

### 第五季 （2014–2015）
丹尼·威廉斯因為其弟弟麥修的關係而被毒梟威脅，要求交出麥修所藏起來的贓款;同時傑瑞·奧特嘉在調查一間利用舊書印偽鈔的舊書店...。
亞當家族的過去找上門來，如何處理這些過去成為他與柯諾能否走下去的關鍵。

### 第六季 （2015–2016）
亞當與柯諾終於順利成婚，凱薩琳·羅琳斯也回到了島上，卻因為某件事情拒絕了史提夫·麥加雷的求婚...。
一名舊金山警探為了學習五零部隊的辦案模式而暫時加入，成為金的新搭檔。

### 交叉
| 交叉              | 交叉                  | 客串角色                                                                | 客串角色                         | 性質 | 播出日期                     |
| 第一集            | 第二集                | 第一集                                                                  | 第二集                           | 性質 | 播出日期                     |
| ----------------- | --------------------- | ----------------------------------------------------------------------- | -------------------------------- | ---- | ---------------------------- |
| 檀島警騎2.0 2-21  | 重返犯罪現場：LA 3-21 | G. Callen Sam Hanna Dracul Comescu                                      | Daniel Williams Chin Ho Kelly    | 交叉 | 2012年4月30日 – 2012年5月1日 |
| 馬蓋先 1-18       |                       | 檀島警騎2.0 Chin Ho Kelly Kona Kalakaua Kamekona                        |                                  | 客串 | 2017年3月10日                |
| 檀島警騎2.0 10-12 | 新夏威夷神探 2-12     | Thomas Magnum Juliet Higgins Orville "Rick" Wright Theodore "TC" Calvin | Junior Reigns Tani Rey Quinn Liu | 交叉 | 2020年1月3日                 |

## 演员

### 主要演员
| 角色                                                        | 演员            | 身分                                                | 所屬                | 季度     | 季度                      | 季度     | 季度     | 季度     | 季度     | 季度     | 季度     |
| 角色                                                        | 演员            | 身分                                                | 所屬                | 1        | 2                         | 3        | 4        | 5        | 6        | 7        | 8        |
| ----------------------------------------------------------- | --------------- | --------------------------------------------------- | ------------------- | -------- | ------------------------- | -------- | -------- | -------- | -------- | -------- | -------- |
| 史提芬·'史提夫'·麦格瑞特 Steven 'Steve' McGarrett           | 艾历克斯·奥洛林 | 美國海軍備役中校指揮官 （Lt. Commander, USNR）      | Five-0部隊指揮官    | 常规角色 | 常规角色                  | 常规角色 | 常规角色 | 常规角色 | 常规角色 | 常规角色 | 常规角色 |
| 丹尼尔·'丹尼/丹诺'·威廉姆斯 Daniel 'Danny / Danno' Williams | 斯科特·凯恩     | 檀香山警局警司 （Detective Sergean., HPD ）         | Five-0部隊成員      | 常规角色 | 常规角色                  | 常规角色 | 常规角色 | 常规角色 | 常规角色 | 常规角色 | 常规角色 |
| 陈浩·凯利 Chin Ho Kelly                                     | 金大贤          | 檀香山警局警督 （Detective Lieutenant, HPD）        | Five-0部隊成員      | 常规角色 | 常规角色                  | 常规角色 | 常规角色 | 常规角色 | 常规角色 | 常规角色 | 常设角色 |
| 科诺·卡拉克瓦 Kona 'Kono' Kalakaua                          | 朴敏慶          | 檀香山警局警員 （Officer, HPD）                     | Five-0部隊成員      | 常规角色 | 常规角色                  | 常规角色 | 常规角色 | 常规角色 | 常规角色 | 常规角色 | 常设角色 |
| 麦克斯·伯格曼 Max Bergman                                   | 岡政偉          | 檀香山法醫辦公室首席法醫 （Medical Examiner, OCME） | 檀香山法醫辦公室    | 常设角色 | 常规角色                  | 常规角色 | 常规角色 | 常规角色 | 常规角色 | 常规角色 |          |
| 洛瑞·韦斯顿 Lori Weston                                     | 勞倫·日爾曼     | 國土安全部探員 （Special Agent, DHS）               | Five-0部隊成員      |          | 常规角色 第二集到第十六集 |          |          |          |          |          |          |
| 凱薩琳·羅琳斯 Catherine Rollins                             | Michelle Borth  | 美國海軍退役中尉 （Former Lieutenant, USN）         | Five-0部隊成員      | 常设角色 | 常设角色                  | 常规角色 | 常规角色 | 常设角色 | 常设角色 | 常设角色 |          |
| 盧·葛洛華 Lou Grover                                        | Chi McBride     | 檀香山警局前特警隊隊長 （Former SWAT Captain, HPD） | Five-0部隊成員      |          |                           |          | 常规角色 | 常规角色 | 常规角色 | 常规角色 | 常规角色 |
| 傑瑞·奧特加 Jerry Ortega                                    | Jorge Garcia    | 陰謀論專家 （Conspiracy theorist）                  | Five-0部隊顧問/成員 |          |                           |          | 常设角色 | 常规角色 | 常规角色 | 常规角色 | 常规角色 |

- 艾历克斯·奥洛林飾 史提芬·'史提夫'·麥加雷（Steven 'Steve' McGarrett）：作風衝動大膽且此性格似乎具有傳染力，十分講義氣，也容易包容接納別人(例如 盧·葛洛華)。原海豹部隊指揮官，夏威夷人。因為父親的謀殺案而申請轉為備役身分，打算回歸故鄉自行查案。回到夏威夷時受時任州長派特·詹姆森之邀，成立一支為應對恐怖攻擊與重大命案而成立的特權單位「五零部隊」，成員全權由他自行挑選。第一季末被吳發誣陷槍殺州長派特，但是五零部隊成員找到約翰·麥加雷暗中裝設在州長辦公室的針孔攝影機，還史提夫清白。第六季末在逮捕大毒梟時不慎被敵人射破肝臟，丹尼決定捐贈他二分之一的肝臟給史提夫，最後經過一番搶救保住小命，但此事也常被丹尼拿來調侃。在第七季時，為了拆除一顆髒彈，在少許保護下親自上陣，因此於第八季確定得了輻射汙染，目前靠吃藥穩定病情。
- 斯科特·凯恩飾 丹尼尔·'丹尼/丹诺'·威廉斯（Daniel 'Danny / Danno' Williams）：紐奧良人，是史提夫最好的搭檔，個性悲觀，習慣和史提夫唱反調，總是和史提夫鬥嘴，一度被誤認為史提夫一大壓力來源。原紐奧良警局警司，因為女兒隨前妻搬來夏威夷而請調檀香山警局，史提夫的搭檔。由於史提夫懷疑檀香山警局有吳發的內鬼，剛請調到檀香山的丹尼是唯一沒有嫌疑的警察，因此被史提夫直接調任進五零部隊，但是名義上依然隸屬檀香山警局。計畫在退休後和史提夫開一家義大利餐館(但大多數人反對這項決定)。第八季中在隊員們面前被槍手射傷，隨後槍手自盡身亡，在史提夫和急救人員接力搶救後從鬼門關前救回來，丹尼表示他不知道槍手是誰，與他有甚麼深仇大恨。
- 金大贤飾 陈浩·凯利（Chin Ho Kelly）：與史提夫從小一起長大的至交，夏威夷人。警察世家出身，原為檀香山警局警督，菜鳥時期就是受約翰·麥加雷指導。後因被懷疑貪污而遭到不名譽辭退，在港口做了幾年警衛。史提夫回夏威夷後讓他加入五零部隊，恢復他的警籍，隨後查清貪汙案的真相，還他清白。於第七季末離開五零部隊，轉往舊金山帶領自己的特遣隊。
- 朴敏慶飾 科诺·卡拉克瓦（Kona 'Kono' Kalakaua）：凱利的表親，年輕一代的衝浪者中有數的知名高手，但是在練習中意外受傷，無法再參賽，才順從家族傳統成為警察。從警校畢業的前幾個禮拜，在凱利的推薦下加入五零部隊，成為凱利的搭檔。在辦案的過程中與亞當（Adam Noshimori）相戀，兩人的戀情更進一步促使亞當決心洗白家族、脫離黑道。在亞當誤殺其弟後，與亞當一起偷渡到中國，但是兩人躲藏的地點因為五零部隊總部被入侵而暴露，兩人再逃亡至香港。亞當在日本刻意與科諾分開，自願就逮，並答應以消失為條件換取科諾的安全。五零部隊清除該幫勢力後，科諾在西雅圖的餐館找到亞當，兩人在聖誕節過後返回夏威夷。第七季末離開五零部隊，和聯調局合作前往美國本島打擊賣淫事業。
- Ian Anthony Dale 飾 野志村亞當（Adam Noshimuri）：黑道第二代，科諾的男友。因為打算替家族洗白而引來幫派大老不滿，在誤殺試圖殺死自己以獲得的幫派權力的弟弟後，與科諾一起偷渡到中國。但是兩人躲藏的地點因為五零部隊總部被入侵而暴露，兩人再逃亡至香港，亞當自願就逮，同意以消失為條件換取科諾的安全。五零部隊清除該幫勢力後，科諾在西雅圖的餐館找到亞當，兩人在聖誕節過後返回夏威夷，並順利結婚。之後科諾調任至卡森城從事打擊性犯罪的工作，亞當則成為五零部隊的線民，為五零部隊提供情报。曾在史提夫的邀請下主持五零部隊中一個負責調查組織犯罪的特別部門。
- 岡政偉飾 麦克斯·伯格曼（Max Bergman）：檀香山法醫辦公室首席法醫，個性跳脫。因為五零部隊的性質關係常打交道，雙方關係良好。於第七季前往非洲的無國界醫生醫療團隊，未來也許會以客串方式回歸。在萬聖節會將自己打扮成基奴李維[永久]曾飾演過的角色，離開後這項傳統由傑瑞接力延續。
- 勞倫·日爾曼飾 洛瑞·韦斯顿（Lori Weston）：國土安全部特別探員。山姆·丹寧剛接州長時對五零部隊仍不是很信任，因此動用關係向國土安全部借調洛瑞加入五零部隊，名為協助，實為監視。
- Michelle Borth飾 凱薩琳·羅琳斯（Catherine Rollins）：美國海軍情報處中尉情報官，因為有權直接調用衛星，常被史提夫要求協助追查一些超出五零部隊權限的情報。在軍中就與史提夫有往來，但是在史提夫退役之後關係才開始有進一步的進展。第四季初從美國海軍退役，加入她與史提夫的共同好友所開設的保安公司。兩人在一次監視任務中意外捲入殺人案，該好友被殺手擊中身亡，公司也因此解散，凱薩琳在沉澱一段時間後加入五零部隊，在柯諾不在的期間與凱利搭檔。第四季末，為了幫助曾在戰爭中救過她的阿富汗人救出被綁架的兒子而與史提夫前往阿富汗，在救人途中，史提夫遭恐怖分子擒獲，雖然美軍根據凱瑟琳透過丹尼送出的座標救出史蒂夫，但是史提夫也因此在暴露在戰區擅自行動的事實而被軍方強制送回美國，凱薩琳則留在當地繼續進行救人任務。於第五季末回歸，但是第六季卻因為接受了某項秘密任務而拒絕了史提夫·麥加雷的求婚並離開島上。
- Chi McBride飾 盧·葛洛華（Lou Grover）：外表彪悍內心溫柔，原芝加哥警局特警隊長，因為過於自信而導致特警隊未能及時阻止一名嫌犯殺子後自殺，雖然在法律上並沒有過失，但是依然敵不過良心譴責而請調夏威夷。一開始因為看不慣史提夫仗著特權，辦案不擇手段而交惡，但是在多次合作後發現史提夫與他其實很相像，雙方的關係才開始好轉。第四季末為了拯救女兒，迫不得已下利用職權掩護搶匪而遭到州長開除，但之後被史提夫邀請加入五零部隊。懷疑前任搭檔謀殺自己的妻子，為了證明他的猜測，盧不惜回到芝加哥也要親手把他逮捕，最後盧的搭檔以貪汙罪入獄服刑，可是盧本人也成芝加哥警界眾矢之的。
- Jorge Garcia飾 傑瑞·奧特加（Jerry Ortega）：陰謀論專家，凱利的高中死黨。不相信政府單位，但是因為凱利的關係而願意信任五零部隊。駭客高手，擁有不少地下管道能獲得機密資訊，協助五零部隊破解多起懸案。原職務為民間顧問，第七季因協助五零部隊逮捕山口組首領-米雪兒·藍馬，功不可沒，而被授予警徽成為五零部隊正式成員。第十季第一集在辦案過程中遭到槍擊而險些喪命，在醫院治療兩週後，歷經生死關頭的傑瑞決定離開五零部隊，專心寫他的新書。
- Taylor Wily 饰 可米庫那（Kamekona）：凱利认识的一名有前科的商店老板，在海灘經營專賣蝦類料理的餐車，也兼差做直升機觀光導覽。幫派出身，雖然已金盆洗手，但是仍然保有不少地下門路，经常為五零部隊提供情报。
- Dennis Chun 饰 杜克·魯凱拉（Sgt. Duke Lukela）：檀香山警局警司，兇案組組長，檀香山警局與五零部隊的主要合作者。
- Kimee Balmilero飾 努奈拉·庫尼博士（Dr. Noelani Cunha）：檀香山法醫辦公室法醫。
- Meaghan Rath飾 塔妮·雷（Tani Rey）：在海灘擔任救生員，曾就讀警校（後來被開除），被史提夫邀請加入五零部隊。性格衝動大膽，被比喻為女版史提夫·麥加雷。似乎對瑞恩二世頗有好感。
- Beulah Koale飾 瑞恩二世（Junior Reigns）：前海豹部隊成員，向同樣是海豹部隊出身的史提夫要求介紹工作給他，但史提夫考慮他的資歷尚未成熟，於是安排他在杜克·魯凱拉警司旗下做事，同時告訴他在加入五零部隊前，須完成警校的學業。不久在一場聖誕搶案中表現傑出，隨後便在全體隊員慶祝下正式加入五零部隊。似乎對塔妮·雷有好感。
- Katrina Law飾 奎因·劉（Quinn Liu）：原為陸軍CID的參謀長，因不服從上級命令而被降職，在史提夫等人的招攬下加入五零部隊。
- 艾迪（Eddie）:拉布拉多犬，2歲，其名取自衝浪界的傳奇人物 Eddie Aikau。於第八季第三集登場。原為緝毒局掃毒犬，在一次港口掃毒行動中，飼養艾迪的警員因失風被歹徒擊斃，艾迪也被射中一槍，所幸未傷及要害，當五零部隊到達後，奄奄一息的艾迪被史提夫發現並救起，經過治療後成為五零部隊警用犬，目前與史提夫同住，且喜歡與史提夫互動。值得一提，史提夫原為愛貓人士，但在遇到艾迪後似乎漸漸偏向犬派，而他個人說法是：所謂的犬派僅限喜歡「這隻」狗而已。

### 常驻演员
- Jean Smart 饰 派特·詹姆森（Pat Jameson）：夏威夷州长，给予史提夫特权建立Five-O部隊，却不知道史提夫已经调查到自己头上来了。她和史提夫的父親傑克甚至吳發認識，在第一季末被吳發殺死並嫁禍給史提夫。
- Richard T. Jones 饰 山姆·丹寧（Sam Denning）：原夏威夷副州長，派特死後繼任夏威夷州长。不認同Five-O以特權的方式執法，但是認為Five-O的存在對夏威夷有正面助益，因此同意Five-O繼續運作，但是要縮減部分特權。
- 趙家玲 飾 Keiko Mahoe: 第七季登場的新任夏威夷州長。
- Teilor Grubbs 饰 葛蕾絲·威廉斯（Grace Williams）：丹尼與瑞秋的女儿，監護權在瑞秋手上。母親再婚後隨繼父搬到夏威夷，是丹尼從紐澤西請調到夏威夷的主因。瑞秋與史丹在搬來夏威夷數年後又準備搬回美國本土，丹尼不忍女兒又得忍受舟車與重新適應環境之苦而與瑞秋對簿公堂，在史提夫的關鍵證詞幫助下取得葛蕾絲的完整監護權。
- Claire van der Boom 饰 瑞秋·愛德華茲（Rachel Edwards）：丹尼的前妻，拥有女儿葛蕾絲的監護權；再婚後帶著葛蕾絲隨现任丈夫到夏威夷居住。在夏威夷定居數年後又打算搬回美國本土，導致丹尼與其爭奪葛蕾絲的監護權。官司結束後與現任丈夫再度搬回美國本土。
- 馬克·德可斯可 饰 吳發（Wo Fat）：黑道掮客，本作主要反派，連結一切事件的關鍵人物，為人心狠手辣。第五季綁架史提夫並向史提夫說明朵莉絲殺了他親生母親後因為自責而曾經領養他好幾年，卻因為礙於上級命令被迫拋棄他，而他自己想要知道他的親生父親在哪。之後在和史提夫激烈扭打時被史提夫槍殺。
- Taryn Manning 饰 瑪麗安·麥加雷（Mary Ann McGarrett）：史提夫的妹妹，和史提夫一样有着当警察的才能。
- 李威尹 饰 Sang Min：蛇头，帮助吳發偷渡。
- Al Harrington 饰 Mamo Kahike：檀香山警察局警官。
- Kala Alexander 饰 Kawika：卡普（Kapu，一種夏威夷原住民的神法戒律）組織的領袖。
- Christine Lahti 飾 朵莉絲·麥加雷（Doris McGarrett）：史提夫與瑪麗安的母親，前FBI臥底探員，退休後被仇家找上門來，為了不牽連家人而詐死。
- Mark Deklin 飾 史丹·愛德華茲（Stan Edwards）：瑞秋的現任丈夫。
- 梅拉尼·格里菲思 飾 卡拉·威廉斯（Clara Williams）：丹尼、麥修的母親。
- Carol Burnett 飾 黛布·麥加雷（Deb McGarrett）：史提夫的阿姨，罹患癌症，最後在史提夫陪伴下安詳離世。
- Brian Yang 飾 查理·方（Charlie Fong）：檀香山警察局鑑識官，科諾與凱利的表親。
- Amanda Setton 飾 明蒂·蕭（Mindy Shaw）：新手鑑識官。
- Mirrah Foulkes 飾 艾麗·克雷頓（Ellie Clayton）：地區檢察官，以前曾受約翰·麥加雷照顧。
- 威廉·托马斯·桑德勒 飾 約翰·麥加雷（John McGarrett）：史提夫與瑪麗安的父親，越戰老兵，檀香山警局資深警司，凱利菜鳥時期的指導警官，因為為人公正，在當地備受敬重，已退休。其父史提芬·麥加雷少尉（Ensign Steve McGarrett）服務於美國海軍，是亞利桑那號戰艦的組員，在珍珠港事件時戰死，約翰將兒子取名史提芬以示紀念。退休後開始著手調查其妻朵莉絲失蹤的真相，雖然挖到不少線索，但是因為自身的人脈有限，一直都沒有什麼實際的進展。2010年9月20日，因為史提夫抓獲維多·海斯的弟弟而被維多挾持，最後遭維多槍殺，死於歐胡島的自宅。
- 丹尼·庫克 飾 麥修·威廉斯（Matthew Williams）：丹尼的弟弟，因為涉嫌洗錢而逃亡，第五季證實遇害。
- 胡凯莉 饰 蘿拉·希爾斯（Laura Hills）：詹姆森州长的秘书，经常向凱利暗送秋波，她比史提夫更早发现州长的秘密，因此在第一季末被汽车炸弹炸死。
- James Marsters 饰 維多·海斯（Victor Hesse）：吳發的手下，亲手杀死史提夫的父亲，第二季在獄中被吳發殺死。
- 愛德華·阿斯納 飾 August March：前走私犯[4]。
- Larisa Oleynik 饰 珍娜·凱（Jenna Kaye）：前CIA分析师，自己的未婚夫被吳發所杀；所以被调到分析部门工作；为了调查吳發而向CIA请長假。于第二季中被吳發所殺。
- Tom Sizemore 飾 文斯·弗萊爾（Vince Fryer）：內政部調查官，第二季末被槍殺。
- 玲子·艾爾斯沃斯 飾 瑪麗亞·偉恩克勞福（Malia Waincroft）：凱利的新婚妻子，第二季末被槍殺。
- 威廉·鮑德溫 飾 Frank Delano：腐敗的前警察，被文斯·弗萊爾利用柯諾擔任臥底而被逮捕，在獄中設計殺害文斯·弗萊爾，出獄後又設計害死了瑪麗亞·偉恩克勞福，最後被憤怒的凱利槍殺。
- 尼克·強納斯 飾 伊恩·賴特（Ian Wright）：電腦駭客，開發出可破解美國所有駐外大使館防火牆的病毒程式，以搶劫使用相同系統的銀行來測試而被五零部隊發現，後以駭入飛機系統的方式劫機脅迫麥加雷釋放他。第四季最終集綁架了盧的女兒，脅迫盧提供特警隊的身分作為掩護，以搶劫美國暗中資助第三世界國家所用，約1億美金的「幽靈資金」，最後被吳發槍殺。
- Anthony Ruivivar 飾 Marco Reyes：哥倫比亞毒梟，威脅丹尼交出他弟弟麥修留下的贓款，之後被丹尼槍殺。
- Greg Ellis 飾 Thomas Farrow / William Corrigan：前英軍軍官，因自認被英軍背叛而開始幫助愛爾蘭共和軍，隱姓埋名在夏威夷開舊書店，以舊書為原料印製大量超級偽鈔支援愛爾蘭共和軍，但是其異常收購大量舊書的行為被傑瑞·奧特嘉發現。他故意想利用苦肉計逼退傑瑞·奧特嘉，但還是被史提夫逮捕並在其同黨用船隻運送偽鈔時一舉查獲。
- Christopher Sean 飾 Gabriel Waincroft：瑪麗亞的親生弟弟，黑幫老大，被陈浩·凯利認定為殺父兇手。第六季末被仇家追殺躲藏時，意外被一對毒蟲開槍誤傷，後因傷勢過重，在醫院心臟衰竭去世。
- Andrew Lawrence 飾 Eric Russo：丹尼的姪子，原本在紐澤西過著渾渾噩噩的日子，來到夏威夷後受到丹尼的影響，對警方事物產生興趣，之後擔任檀香山警察局鑑識官。但仍會因為用詞或行為不當而被丹尼糾正或警告，在丹尼受傷時十分擔心他的安危。
- 莎拉·卡特 飾 Lynn Downey：史提夫的女友。
- 朱莉·本茨 飾 Jennifer Dunn：舊金山警局警探，被FBI借調，以學習辦案的名義安插進入Five-O，但實際上是FBI調查官Aaron Wright為了私人恩怨而安插眼線。第七季發現Aaron的真實目的，選擇離開舊金山警局並加入檀香山警局，期間和金何·凱利相戀，最後隨他一同回到舊金山生活。
- 楊雅慧 飾 Michelle Shioma：前黑幫老大五郎的獨生女，在五郎被Gabriel Waincroft暗殺後繼任日本黑幫老大，下令追殺殺父兇手。曾多次試圖暗殺野志村·亞當，並不把執法單位和五零部隊當作一回事，最後在攻擊五零部隊失敗後逃離檀香山。不久潛身在附近的無人島，最終被五零部隊逮捕，於第八季死於女子監獄。
- 克萊兒·馥蘭妮 飾 Alicia Brown：前FBI心理分析師。
- 喬伊·羅倫斯 飾 Aaron Wright：Ian Wright的弟弟，FBI調查官，意圖搞垮Five-O。但與Jennifer Dunn爭論後釋懷，成為凱利在聯調局內的幫手，並協助五零部隊破獲數起案子，最後推薦凱利前往舊金山帶領自己的特遣隊。

## 播放情况
| 所在地   | 電視台                | 播出日期       | 播出時間                                                                     |
| -------- | --------------------- | -------------- | ---------------------------------------------------------------------------- |
| 美國     | CBS                   | 2010年9月20日  | 同步播出。                                                                   |
| 加拿大   | 環球電視（Global TV） | 2010年9月20日  | 同步播出。                                                                   |
| 澳大利亚 |                       |                |                                                                              |
| 英国     |                       |                |                                                                              |
| 法国     |                       |                |                                                                              |
| 意大利   |                       |                |                                                                              |
| 日本     |                       |                |                                                                              |
| 西班牙   |                       |                |                                                                              |
| 中东     |                       |                |                                                                              |
| 韩国     |                       |                |                                                                              |
| 台湾     |                       |                |                                                                              |
| 香港     | 亞洲電視国际台        | 2011年7月28日  | 逢周四 10月7日改为逢周五播出第一季。                                         |
| 香港     | AXN                   | 2011年11月14日 | 每周一，第二季，東南亞地區(只限新加坡, 菲律賓, 印度尼西亞, 泰國, 馬來西亞)。 |

## 收视和排名
| 季度 | 播放时间 (ET/PT)                             | 集 | 該季度第一集  | 該季度第一集             | 該季度最後一集 | 該季度最後一集           | 年份段  | 排名 | 收視人數 單位：百萬 |
| 季度 | 播放时间 (ET/PT)                             | 集 | 播放日期      | 首播 收視人數 單位：百萬 | 播放日期       | 首播 收視人數 單位：百萬 | 年份段  | 排名 | 收視人數 單位：百萬 |
| ---- | -------------------------------------------- | -- | ------------- | ------------------------ | -------------- | ------------------------ | ------- | ---- | ------------------- |
| 1    | 星期一晚上10:00                              | 24 | 2010年9月20日 | 14.20                    | 2011年5月16日  | 10.41                    | 2010–11 | 22   | 11.96               |
| 2    | 星期一晚上10:00                              | 23 | 2011年9月19日 | 12.19                    | 2012年5月14日  | 11.42                    | 2011–12 | 26   | 11.83               |
| 3    | 星期一晚上10:00                              | 24 | 2012年9月24日 | 8.06                     | 2013年5月20日  | 9.00                     | 2012–13 | 35   | 10.36               |
| 4    | 星期五晚上9:00                               | 22 | 2013年9月27日 | 9.46                     | 2014年5月9日   | 9.21                     | 2013–14 | 21   | 11.66               |
| 5    | 星期五晚上9:00                               | 25 | 2014年9月26日 | 8.97                     | 2015年5月8日   | 8.27                     | 2014–15 | 20   | 12.28               |
| 6    | 星期五晚上9:00                               | 25 | 2015年9月25日 | 8.30                     | 2016年5月13日  | 8.82                     | 2015–16 | 25   | 11.04               |
| 7    | 星期五晚上9:00                               | 25 | 2016年9月23日 | 10.22                    | 2017年5月12日  | 8.22                     | 2016–17 | 15   | 12.15               |
| 8    | 星期五晚上9:00                               | 25 | 2017年9月29日 | 8.64                     | 2018年5月18日  | 6.62                     | 2017–18 | 18   | 11.00               |
| 9    | 星期五晚上9:00                               | 25 | 2018年9月28日 | 7.49                     | 2019年5月17日  | 5.11                     | 2018–19 | 26   | 10.01               |
| 10   | 星期五晚上8:00 (1–14) 星期五晚上9:00 (15–22) | 22 | 2019年9月27日 | 7.03                     | 2020年4月3日   | 9.59                     | 2019–20 | 21   | 9.68                |

## 与旧版的区别
新版的主线和旧版相似只是科諾角色设定成女性以迎合现在观众的口味。本剧英文剧名的区别只是“o”（鸥）和“0”（零）上，旧版为“Hawaii Five-O”（鸥）新版为“Hawaii Five-0”（零）。